# Playoffs NBA 1991

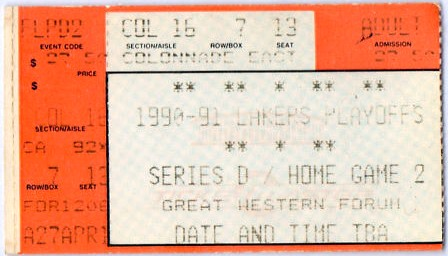
Entrada para el Juego 4 de las Finales de la NBA de 1991 entre los Chicago Bulls y Los Angeles Lakers en el Great Western Forum.

Los Playoffs de la NBA de 1991 fueron el torneo final de la temporada 1990-91 de la NBA. El campeón de este playoffs, fue Chicago Bulls de la Conferencia Este, consiguiendo así el que sería su primer título, ante Los Angeles Lakers.
El MVP de las Finales, fue Michael Jordan de los Chicago Bulls.
Después de haber sido eliminado, en los anteriores 3 playoffs por Detroit Pistons, los Bulls consumaron su venganza eliminando a los Pistons, en las finales de la Conferencia Este, sin dejarles ganar ni un solo partido a los que por aquella época, eran vigentes bicampeones de la NBA. Irónicamente en las finales de la NBA de 1989, Detroit venció al hasta entonces vigente bicampeón (Los Angeles Lakers), sin perder ningún partido.
Este sería el último playoff, de la era "Showtime", por parte de los Lakers. La franquicia vovería a aparecer en los playoffs de 2000, con la pareja Shaquille O'Neal - Kobe Bryant que lideraría a los Lakers, para ganar por primera vez, tres campeonatos consecutivos.
Después de perder, en las Semifinales de la Conferencia Este ante los Bulls, los Philadelphia 76ers no volverían a los playoffs, hasta 1999.
A su vez, sería la última victoria de los Warriors hasta 2007, cuando se enfrentaron a unos poderosos Dallas Mavericks.

## Clasificación Playoff

### Conferencia Este
Los Bulls consiguieron el mejor balance.
A continuación se muestran la lista de los equipos clasificados en la conferencia Este:
1. Chicago Bulls
2. Boston Celtics
3. Detroit Pistons
4. Milwaukee Bucks
5. Philadelphia 76ers
6. Atlanta Hawks
7. Indiana Pacers
8. New York Knicks

### Conferencia Oeste
Portland Trail Blazers obtuvo el mejor récord de la Conferencia Oeste.
A continuación se muestran la lista de los equipos clasificados en la conferencia Oeste:
1. Portland Trail Blazers
2. San Antonio Spurs
3. Los Angeles Lakers
4. Phoenix Suns
5. Utah Jazz
6. Houston Rockets
7. Golden State Warriors
8. Seattle SuperSonics

## Cuadro de enfrentamientos
|  | Primera Ronda     | Primera Ronda | Primera Ronda |   |             | Semifinales de Conferencia | Semifinales de Conferencia | Semifinales de Conferencia |  |   | Finales de Conferencia | Finales de Conferencia | Finales de Conferencia |  |    | Finales NBA | Finales NBA | Finales NBA |
|  |                   |               |               |   |             |                            |                            |                            |  |   |                        |                        |                        |  |    |             |             |             |
|  | 0                 | Chicago       | 3             |   |             |                            |                            |                            |  |   |                        |                        |                        |  |    |             |             |             |
|  | 8                 | New York      | 0             |   |             |                            |                            |                            |  |   |                        |                        |                        |  |    |             |             |             |
|  | 8                 | New York      | 0             |   | 1           | Chicago                    | 4                          |                            |  |   |                        |                        |                        |  |    |             |             |             |
|  |                   |               |               |   | 1           | Chicago                    | 4                          |                            |  |   |                        |                        |                        |  |    |             |             |             |
|  |                   | 5             | Philadelphia  | 1 |             |                            |                            |                            |  |   |                        |                        |                        |  |    |             |             |             |
|  | 4                 | 5             | Philadelphia  | 1 | Milwaukee   | 0                          |                            |                            |  |   |                        |                        |                        |  |    |             |             |             |
|  | 4                 |               |               |   | Milwaukee   | 0                          |                            |                            |  |   |                        |                        |                        |  |    |             |             |             |
|  | 5                 | Philadelphia  | 3             |   |             |                            |                            |                            |  |   |                        |                        |                        |  |    |             |             |             |
|  | 5                 | Philadelphia  | 3             |   |             |                            |                            |                            |  | 1 | Chicago                | 4                      |                        |  |    |             |             |             |
|  | Conferencia Este  |               |               |   |             |                            |                            |                            |  | 1 | Chicago                | 4                      |                        |  |    |             |             |             |
|  |                   | 2             | Detroit       | 0 |             |                            |                            |                            |  |   |                        |                        |                        |  |    |             |             |             |
|  | 3                 | 2             | Detroit       | 0 | Detroit     | 3                          |                            |                            |  |   |                        |                        |                        |  |    |             |             |             |
|  | 3                 |               |               |   | Detroit     | 3                          |                            |                            |  |   |                        |                        |                        |  |    |             |             |             |
|  | 6                 | Atlanta       | 2             |   |             |                            |                            |                            |  |   |                        |                        |                        |  |    |             |             |             |
|  | 6                 | Atlanta       | 2             |   | 2           | Boston                     | 2                          |                            |  |   |                        |                        |                        |  |    |             |             |             |
|  |                   |               |               |   | 2           | Boston                     | 2                          |                            |  |   |                        |                        |                        |  |    |             |             |             |
|  |                   | 3             | Detroit       | 4 |             |                            |                            |                            |  |   |                        |                        |                        |  |    |             |             |             |
|  | 2                 | 3             | Detroit       | 4 | Boston      | 3                          |                            |                            |  |   |                        |                        |                        |  |    |             |             |             |
|  | 2                 |               |               |   | Boston      | 3                          |                            |                            |  |   |                        |                        |                        |  |    |             |             |             |
|  | 7                 | Indiana       | 2             |   |             |                            |                            |                            |  |   |                        |                        |                        |  |    |             |             |             |
|  | 7                 | Indiana       | 2             |   |             |                            |                            |                            |  |   |                        |                        |                        |  | E1 | Chicago     | 4           |             |
|  |                   |               |               |   |             |                            |                            |                            |  |   |                        |                        |                        |  | E1 | Chicago     | 4           |             |
|  |                   | O1            | LA Lakers     | 1 |             |                            |                            |                            |  |   |                        |                        |                        |  |    |             |             |             |
|  | 1                 | O1            | LA Lakers     | 1 | Pôrtland    | 3                          |                            |                            |  |   |                        |                        |                        |  |    |             |             |             |
|  | 1                 |               |               |   | Pôrtland    | 3                          |                            |                            |  |   |                        |                        |                        |  |    |             |             |             |
|  | 8                 | Seattle       | 2             |   |             |                            |                            |                            |  |   |                        |                        |                        |  |    |             |             |             |
|  | 8                 | Seattle       | 2             |   | 1           | Pôrtland                   | 4                          |                            |  |   |                        |                        |                        |  |    |             |             |             |
|  |                   |               |               |   | 1           | Pôrtland                   | 4                          |                            |  |   |                        |                        |                        |  |    |             |             |             |
|  |                   | 5             | Utah          | 1 |             |                            |                            |                            |  |   |                        |                        |                        |  |    |             |             |             |
|  | 4                 | 5             | Utah          | 1 | Phoenix     | 1                          |                            |                            |  |   |                        |                        |                        |  |    |             |             |             |
|  | 4                 |               |               |   | Phoenix     | 1                          |                            |                            |  |   |                        |                        |                        |  |    |             |             |             |
|  | 5                 | Utah          | 3             |   |             |                            |                            |                            |  |   |                        |                        |                        |  |    |             |             |             |
|  | 5                 | Utah          | 3             |   |             |                            |                            |                            |  | 1 | Pôrtland               | 2                      |                        |  |    |             |             |             |
|  | Conferencia Oeste |               |               |   |             |                            |                            |                            |  | 1 | Pôrtland               | 2                      |                        |  |    |             |             |             |
|  |                   | 3             | LA Lakers     | 4 |             |                            |                            |                            |  |   |                        |                        |                        |  |    |             |             |             |
|  | 3                 | 3             | LA Lakers     | 4 | LA Lakers   | 3                          |                            |                            |  |   |                        |                        |                        |  |    |             |             |             |
|  | 3                 |               |               |   | LA Lakers   | 3                          |                            |                            |  |   |                        |                        |                        |  |    |             |             |             |
|  | 6                 | Houston       | 0             |   |             |                            |                            |                            |  |   |                        |                        |                        |  |    |             |             |             |
|  | 6                 | Houston       | 0             |   | 3           | LA Lakers                  | 4                          |                            |  |   |                        |                        |                        |  |    |             |             |             |
|  |                   |               |               |   | 3           | LA Lakers                  | 4                          |                            |  |   |                        |                        |                        |  |    |             |             |             |
|  |                   | 2             | Golden State  | 1 |             |                            |                            |                            |  |   |                        |                        |                        |  |    |             |             |             |
|  | 2                 | 2             | Golden State  | 1 | San Antonio | 1                          |                            |                            |  |   |                        |                        |                        |  |    |             |             |             |
|  | 2                 |               |               |   | San Antonio | 1                          |                            |                            |  |   |                        |                        |                        |  |    |             |             |             |
|  | 7                 | Golden State  | 3             |   |             |                            |                            |                            |  |   |                        |                        |                        |  |    |             |             |             |